# AZS Olsztyn w sezonie 2001/2002

## Transfery

### Przyszli
| Imię i nazwisko     | Poprzedni klub  |
| ------------------- | --------------- |
| Jesper Petersen     | DHG Odense      |
| Michał Chadała      | Com Cavi Napoli |
| Paweł Kuciński      | KS Citroën Nysa |
| Piotr Kempisty      | Legia Warszawa  |
| Donald Suxho        | bez klubu       |
| Siergiej Żywołożnyj | Azot Czerkasy   |
| Adam Kurian         | wychowanek      |

### Odeszli
| Imię i nazwisko      | Nowy klub        |
| -------------------- | ---------------- |
| Leszek Urbanowicz    | Gwardia Szczytno |
| Arkadiusz Wiśniewski | Gwardia Szczytno |
| Piotr Poskrobko      | Stolarka Wołomin |
| Szymon Fiedorow      | Gwardia Szczytno |

## Drużyna

### Sztab
| Pierwszy trener | Maciej Tyborowski (do 18 grudnia 2001)   |
| Pierwszy trener | Bogusław Cieciórski (od 18 grudnia 2001) |
| Drugi trener    | Andrzej Grygołowicz                      |

### Zawodnicy
| Nr. | Imię i nazwisko      | Data urodzenia            | Wzrost | Pozycja      |
| --- | -------------------- | ------------------------- | ------ | ------------ |
| 1   | Tomasz Kowalczyk     | 15 marca 1976(dts)        | 198 cm | środkowy     |
| 2   | Wojciech Grzyb       | 4 stycznia 1981(dts)      | 205 cm | środkowy     |
| 3   | Jesper Petersen      | 21 lutego 1972(dts)       | 195 cm | przyjmujący  |
| 4   | Wojciech Szczurowski | 14 kwietnia 1976(dts)     | 194 cm | przyjmujący  |
| 5   | Maciej Dobrowolski   | 19 marca 1977(dts)        | 190 cm | rozgrywający |
| 6   | Michał Chadała       | 15 października 1977(dts) | 196 cm | przyjmujący  |
| 7   | Paweł Kuciński       | 15 marca 1973(dts)        | 193 cm | przyjmujący  |
| 8   | Krzysztof Śmigiel    | 6 maja 1974(dts)          | 198 cm | atakujący    |
| 9   | Adam Kurian          | 7 października 1982(dts)  | 202 cm | atakujący    |
| 10  | Piotr Kempisty       | 28 czerwca 1979(dts)      | 196 cm | atakujący    |
| 11  | Łukasz Kadziewicz    | 20 września 1980(dts)     | 206 cm | środkowy     |
| 12  | Donald Suxho         | 21 lutego 1976(dts)       | 196 cm | rozgrywający |
| 13  | Artur Pieśniak       | 13 listopada 1975(dts)    | 193 cm | rozgrywający |
| 14  | Paweł Siezieniewski  | 27 grudnia 1981(dts)      | 198 cm | przyjmujący  |
| 15  | Paweł Szabelski      | 22 grudnia 1981(dts)      | 195 cm | środkowy     |
| 17  | Siergiej Żywołożnyj  | 15 maja 1976(dts)         | 195 cm | uniwersalny  |

## Mecze w Polskiej Lidze Siatkówki

### Faza zasadnicza
| 13.10.2001 | PZU AZS Olsztyn | 3:2 (20:25, 25:14, 25:17, 23:25, 15:13) | TS Stolarka Wołomin |

| 20.10.2001 | KS Nysa | 3:0 (25:19, 25:23, 25:21) | PZU AZS Olsztyn |

| 27.10.2001 | PZU AZS Olsztyn | 1:3 (33:31, 20:25, 22:25, 23:25) | KS Morze |

| 03.11.2001 | 1044 - Gwardia Wrocław | 0:3 (24:26 22:25 22:25) | PZU AZS Olsztyn |

| 10.11.2001 | PZU AZS Olsztyn | 0:3 (20:25, 19:25, 21:25) | Mostostal-Azoty SSA Kędzierzyn-Koźle |

| 16.11.2001 | Galaxia - Bank Częstochowa - AZS | 3:1 (25:20, 25:23, 21:25, 25:16) | PZU AZS Olsztyn |

| 23.11.2001 | PZU AZS Olsztyn | 3:2 (36:38, 25:22, 16:25, 28:26, 17:15) | KS Ivett Jastrzębie Borynia |

| 01.12.2001 | Nordea Czarni Radom | 3:1 (21:25, 25:18, 34:32, 25:16) | PZU AZS Olsztyn |

| 07.12.2001 | PZU AZS Olsztyn | 3:2 (25:23, 22:25, 22:25, 26:24, 15:12) | EKS Skra Bełchatów |

| 05.01.2002 | TS Stolarka Wołomin | 3:0 (25:23, 25:21, 25:22) | PZU AZS Olsztyn |

| 12.01.2002 | PZU AZS Olsztyn | 3:0 (25:20, 25:15, 25:21) | KS Nysa |

| 19.01.2002 | KS Morze | 1:3 (26:24, 20:25, 24:26, 23:25) | PZU AZS Olsztyn |

| 13.12.2001 | PZU AZS Olsztyn | 1:3 (26:24, 21:25, 19:25, 24:26) | 1044 - Gwardia Wrocław |

| 02.02.2002 | Mostostal-Azoty SSA Kędzierzyn-Koźle | 3:1 (25:16, 19:25, 25:17, 25:19) | PZU AZS Olsztyn |

| 08.02.2002 | PZU AZS Olsztyn | 3:2 (20:25, 25:21, 27:29, 25:21, 15:11) | Galaxia - Bank Częstochowa - AZS |

| 16.02.2002 | KS Ivett Jastrzębie Borynia | 3:0 (25:21, 25:20, 25:21) | PZU AZS Olsztyn |

| 22.02.2002 | PZU AZS Olsztyn | 3:0 (25:23, 25:21, 25:17) | Nordea Czarni Radom |

| 01.03.2002 | EKS Skra Bełchatów | 3:1 (27:25, 22:25, 25:17, 25:20) | PZU AZS Olsztyn |

### Faza playoff - ćwierćfinał (do 3 zwycięstw)
| 09.03.2002 | Mostostal-Azoty SSA Kędzierzyn-Koźle | 3:0 (25:22, 25:20, 25:17) | PZU AZS Olsztyn |

| 10.03.2002 | Mostostal-Azoty SSA Kędzierzyn-Koźle | 3:1 (16:25, 25:23, 25:20, 25:17) | PZU AZS Olsztyn |

| 15.03.2002 | PZU AZS Olsztyn | 1:3 (17:25, 19:25, 18:25) | Mostostal-Azoty SSA Kędzierzyn-Koźle |

### Faza playoff - mecze o miejsca 5-8 (do 3 zwycięstw)
| 06.04.2002 | 1044 - Gwardia Wrocław | 3:0 (25:20, 25:23, 25:23) | PZU AZS Olsztyn |

| 07.04.2002 | 1044 - Gwardia Wrocław | 3:2 (28:26, 25:18, 23:25, 23:25, 15:12) | PZU AZS Olsztyn |

| 13.04.2002 | PZU AZS Olsztyn | 3:2 (25:19, 25:15, 23:25, 19:25, 15:10) | 1044 - Gwardia Wrocław |

| 14.04.2002 | PZU AZS Olsztyn | 3:0 (25:20, 25:22, 25:22) | 1044 - Gwardia Wrocław |

| 17.04.2002 | 1044 - Gwardia Wrocław | 3:1 (25:21, 23:25, 25:20, 25:16) | PZU AZS Olsztyn |

### Faza playoff - mecze o miejsca 7 (do 3 zwycięstw)
| 19.04.2002 | KS Nysa | 1:3 (19:25, 23:25, 25:23, 17:25) | PZU AZS Olsztyn |

| 20.04.2002 | KS Nysa | 1:3 (25:21, 19:25, 21:25, 22:25) | PZU AZS Olsztyn |

| 26.04.2002 | PZU AZS Olsztyn | 3:0 (25:14, 25:21, 26:24) | KS Nysa |